# Pitsche

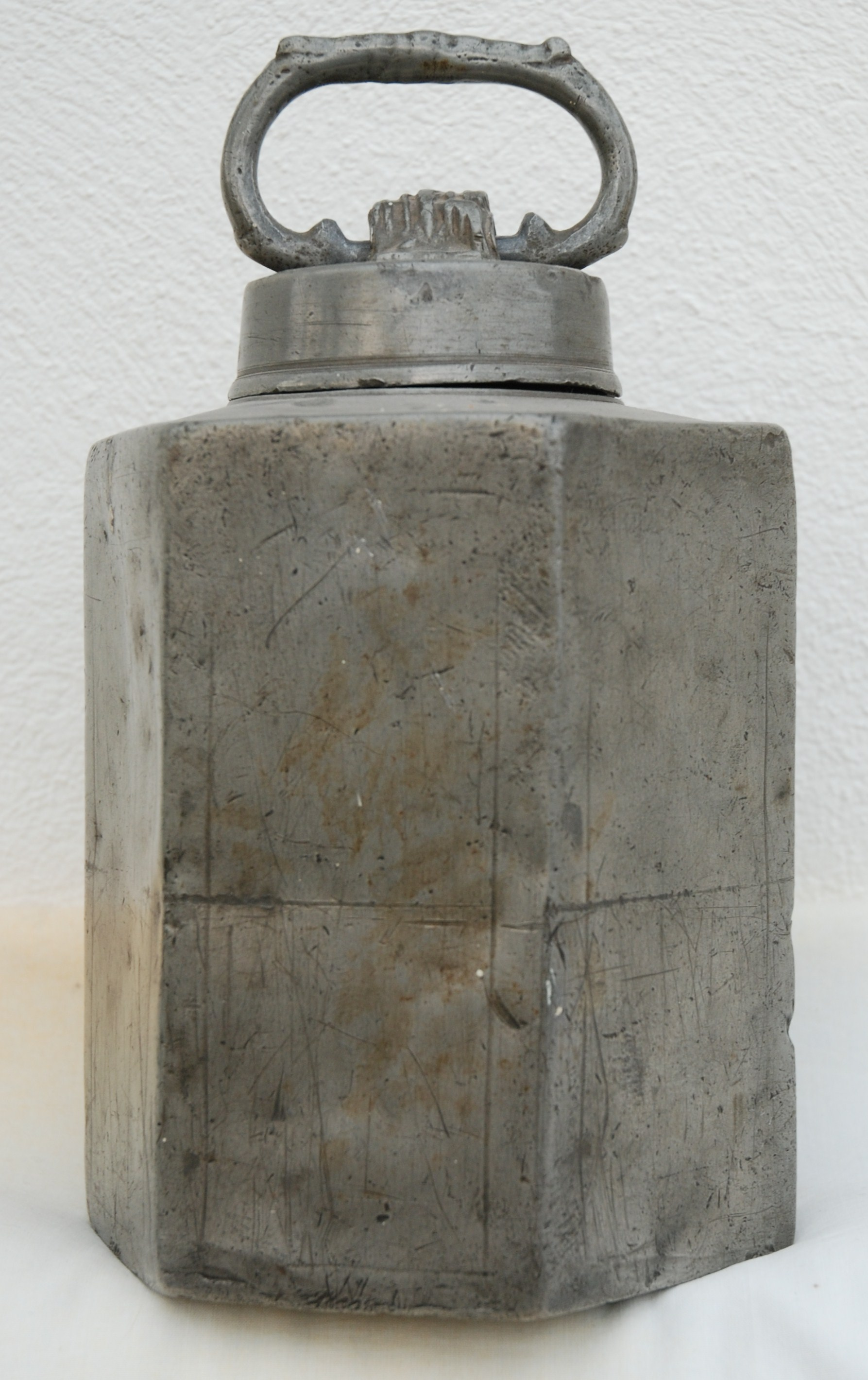
Zinnpitsche, sechseckig, Mitte 18. Jahrhundert

Eine Pitsche ist eine aus Zinn gefertigte Schraubflasche (Zinnpitsche). Der alte, aus dem tschechischen kommende Ausdruck „Pici“ für „Trinkgeschirr“ oder mittelhochdeutsch „Püteche“ für Bottich, ist die Bezeichnung für runde oder vier-, sechs- bzw. achteckige Zinnflaschen mit einem Schraubverschluss und einem – vielfach – verzierten Tragbügel.
Ist die Pitsche mit einem Ausguss versehen, wird sie als „Schraubkanne“ bezeichnet. 
Im 18. Jahrhundert nahmen Bauern und Handwerker ihre Getränke (z. B. Most) oftmals in diesen Zinnflaschen zu ihrer Arbeit mit. In Tirol auch als „Notburgakanne“ bekannt, da die hl. Notburga von Rattenberg, als Patronin der Dienstmägde, häufig mit einer Schraubkanne dargestellt wird.